# Paracricotopus
Paracricotopus is een muggengeslacht uit de familie van de Dansmuggen (Chironomidae).

## Soorten
- P. glaber Saether, 1980
- P. millrockensis Caldwell, 1985
- P. mozleyi Steiner, 1983
- P. niger (Kieffer, 1913)
- P. uliginosus (Brundin, 1947)